# أيمن محب
أيمن محب هو لاعب كرة قدم مصري سابق، لعب لنادي المنصورة. فاز بلقب هدّاف الدوري المصري الممتاز في موسم 1996–97 بعد أن أحرز 17 هدفًا.

## روابط خارجية
- أيمن محب على موقع الاتحاد الدولي (مؤرشف)  (الإنجليزية)
- أيمن محب على موقع قاعدة بيانات كرة القدم.إي يو (الإنجليزية)
- أيمن محب على موقع ناشيونال فوتبول تيمز (الإنجليزية)